# A Country Girl (film 1914 Jones)
A Country Girl (The Country Girl) è un cortometraggio muto del 1914 diretto da Edgar Jones e prodotto dalla Lubin.

## Trama
Una ragazza ingenua finisce in una sala da ballo di tango dove, a stento, riesce a scappare conservando la sua virtù.

## Produzione
Il film fu prodotto dalla Lubin Manufacturing Company.

## Distribuzione
Distribuito dalla General Film Company, il film - un cortometraggio in una bobina - uscì nelle sale USA il 23 maggio 1914.